# Droid

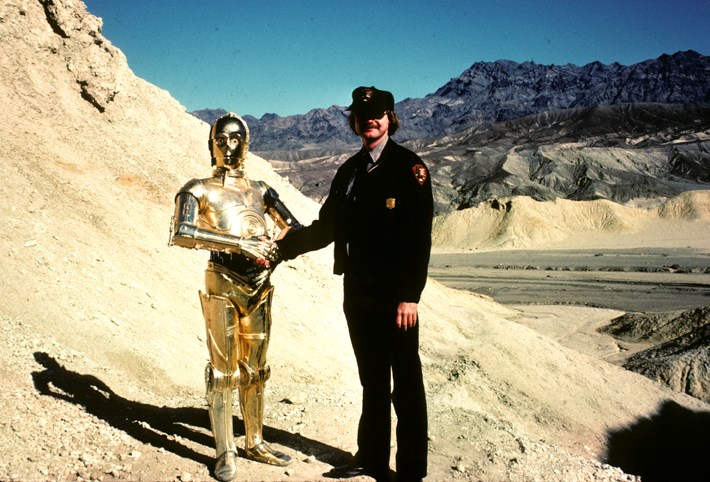
C-3PO under filmning i Death Valley cirka 1976.

Droid, av android, är en science fiction-term som brukar användas för intelligenta robotar. Begreppet förekommer allmänt i Stjärnornas krig.

## Definition och etymologi
En droid är en vanligtvis intelligent robot med jag-uppfattning, främst förekommande i Stjärnornas krigberättelserna men även i Doctor Who. En droid behöver inte se människolik ut, men en del gör det och en del är människolika till sitt beteende, som C-3PO.
Själva ordet droid är en sammandragning av ordet android, i romanversionen av Stjärnornas krig - episod IV skrevs ordet med apostrof: 'droid. Termen "Droid" var ett varumärke tillhörande George Lucas.
Numera tillhör varumärket Verizon Communications. Vissa varianter av smartmobiler med operativsystemet Android marknadsförs eller har marknadsförts som "Droid-mobiler" (engelska: Droid phone).

## Förekomst och status
I Star Warsuniversumet används droider för många olika uppgifter. Astromechdroider, även kallade Astrodroider, som R2-D2, används ombord på rymdfärjorna i så skilda uppgifter som reparationsarbeten och som delar i skeppens datorstyrning. "Protokolldroider" ("Protocol droids") som C-3PO används i diplomatuppdrag och till översättning. Cybot Galactica och Industrial Automaton är de två ledande droidfabrikanterna.
En utbredd uppfattning är att den fientlighet som visas droiderna i episod IV-VI kommer av att droidernas inblandning klonkrigen och i Confederation of Independent Systems (CIS) arméer. I det utvidgade Star Wars-universumet har författare kopplat fientligheten till Imperiets allmänna xenofobi och negativa inställning till utomjordiska livsformer. Till och med Jedierna, särskilt Obi-Wan Kenobi, verkar ha en låg uppfattning om droider, möjligtvis på grund av att droider praktiskt taget inte har någon egen koppling till Kraften men kan genom kraften bli manipulerade.
De mest välkända Stjärnornas krig-droiderna är R2-D2 och C-3PO, medan droider som sjukvårdaren 2-1B , "Red" R5-D4, EV-9D9, Handelsfederationens battledroider och superbattledroider, "Rymdimperiets probdroider" ("Imperial probe droid"), K-3PO, HK-47, R2-M5, R2-A6, HK-50, G0-T0, T3-M4, R4-P17, och mördardroiden IG-88 är mindre kända.
Droider parodieras i Mel Brooks film Det våras för rymden, mest påfallande när det gäller rollfiguren Dot Matrix, som utges för att vara Prinsessan Vespas "hovdroid".